# Centaurea involucrata
Centaurea involucrata — вид квіткових рослин айстрових (Asteraceae). Ареал: Алжир, Франція, Марокко, Іспанія.

## Середовище
Населяє глинисті пасовища, скелясті рівнини та сухі чи посушливі низькі гори.

## Морфологічна характеристика
Однорічна рослина, h=(3)10–30 см, з тонкою ніжкою. Стебла відсутні або розгалужені від основи, прямовисні або лежачо-висхідні. Листки шорсткі, без довгих шерстистих волосків, прикореневі переважно лопатево-перистороздільні, черешкові, стеблові малороздільні. Сидячі квіткові головки в серцевині розетки, поодинокі або згруповані по 2–3, з короткою квітконіжкою. Обгортка конічно-яйцеподібна з 5–6-рядними пластинчастими приквітками, зелена, з тонкими чорнуватими краями. Квітки золотисто-жовті. Сім'янки оберненояйцеподібні, жовтуваті, ледь опушені, 2,8–3,2 мм, з помітними поздовжніми смугами. Папус 1,2–1,5 мм з білуватих лускатих щетинок, нерівних, у кілька рядів. Цвітіння: квітень — червень.